# Igreja do Imaculado Coração de Nossa Senhora do Rosário de Fátima
A Igreja do Imaculado Coração de Nossa Senhora do Rosário de Fátima é a sé da Administração São João Maria Vianney, localizada na cidade de Campos dos Goytacazes, bem como a igreja matriz da paróquia com o mesmo nome. 
A Igreja faz parte do “Complexo Religioso-Educacional Treze de Maio”, que incluí o “Colégio Três Pastorinhos”, o Ginásio de Esportes, e a Casa e Secretaria Paroquiais.

## História
A Igreja começou a ser construída nos anos 90 pelo então Pe. Fernando Rifan, para atender aos estudantes do “Colégio Três Pastorinhos”, que o mesmo padre havia fundado em 1983, por isso mesmo a Igreja foi consagrada a Nossa Senhora de Fátima, ligando assim a nomenclatura do Colégio e a Igreja, pelas aparições de Fátima. Posteriormente isso se tornaria o “Complexo Religioso-Educacional Treze de Maio”. O Pe. Rifan conseguiu rendas para a construção da capela em uma viagem à Alemanha, na qual recebeu uma contribuição de Dom Marcel Lefebvre, possibilitando a compra do terreno.
Em 2002 com a ereção da Administração Apostólica pelo Papa João Paulo II por meio do decreto “Animarum Bonum”, a Igreja do Imaculado Coração foi elevada a “Igreja Principal” da Administração Apostólica, equiparada a uma Catedral Diocesana. No mesmo ano, em 28 de março, Quinta-feira Santa, o Administrador Apostólico Dom Licínio Rangel, erigiu a “Paróquia Pessoal do Imaculado Coração de Nossa Senhora do Rosário de Fátima”, nomeando para Pároco Pe. Fernando Rifan, que já administrava desde o início aquela capela. Posteriormente Fernando Rifan foi nomeado Bispo-coadjutor da Administração, assumindo a chefia após a morte de D. Licinio Rangel.
Em 2012 a Paróquia do Imaculado Coração atendia mais de 1.500 fiéis, e oferecia atendimento a famílias carentes nas favelas e na zona rural de Campos, bem como cursos profissionalizantes gratuitos.

## Arquitetura e Afrescos

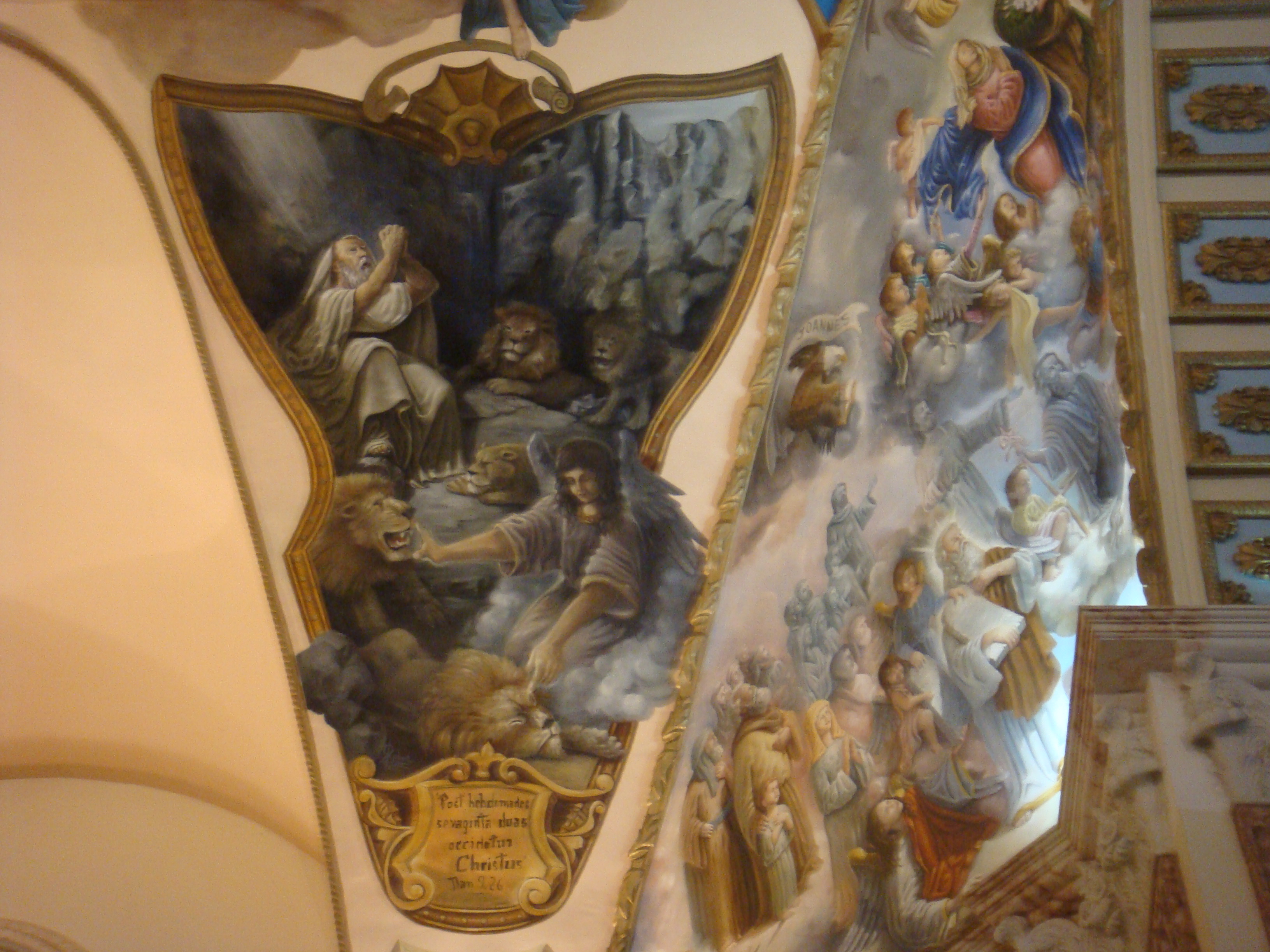
Afresco na abside da Igreja Principal, retratando os anjos impedindo que os leões ataquem Daniel, conforme o Livro com o mesmo nome, e a entrega dos Dez Mandamentos à Moisés.
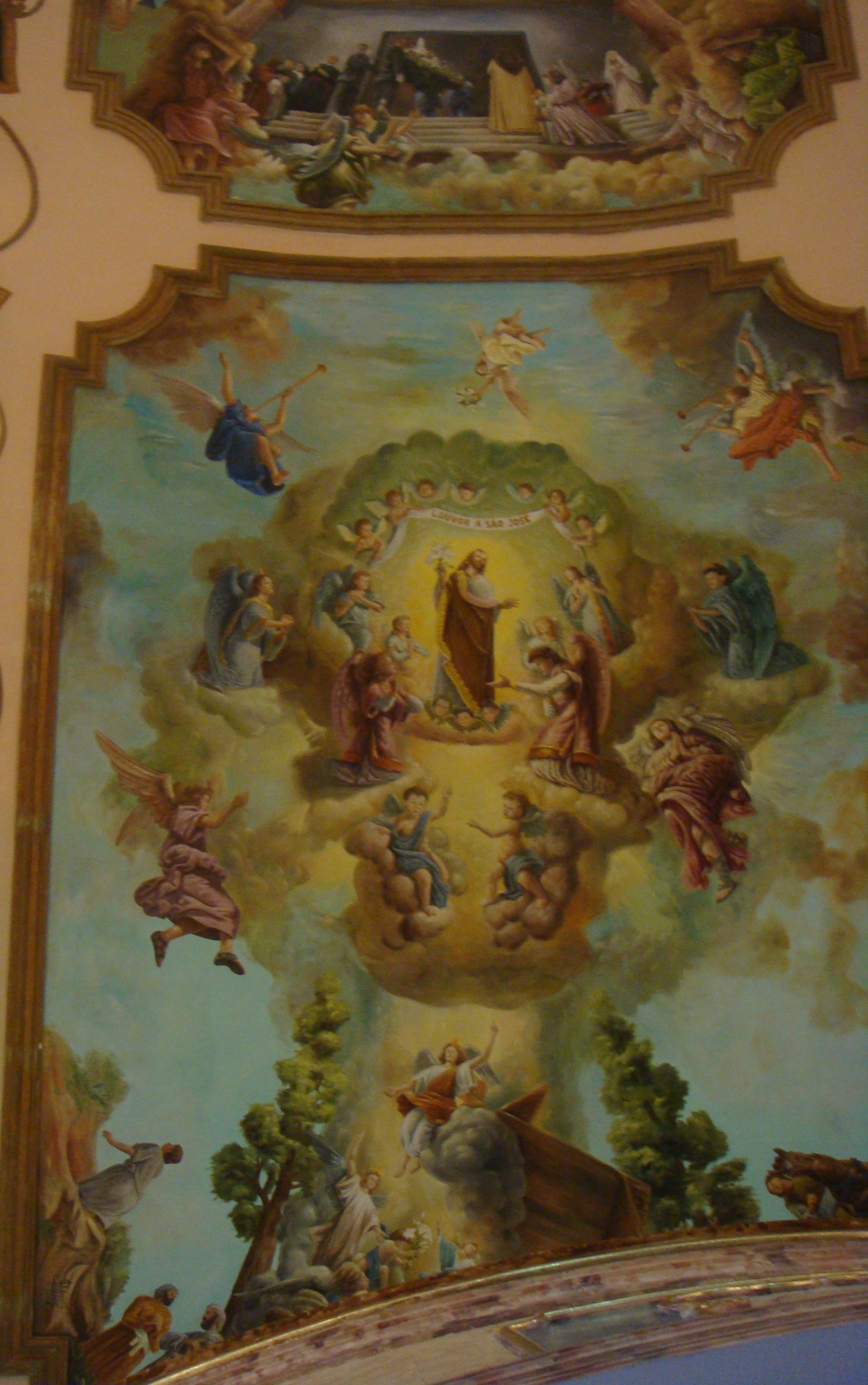
Afresco do teto da Igreja Principal, com São José sendo retratado no paraíso cercado de anjos.
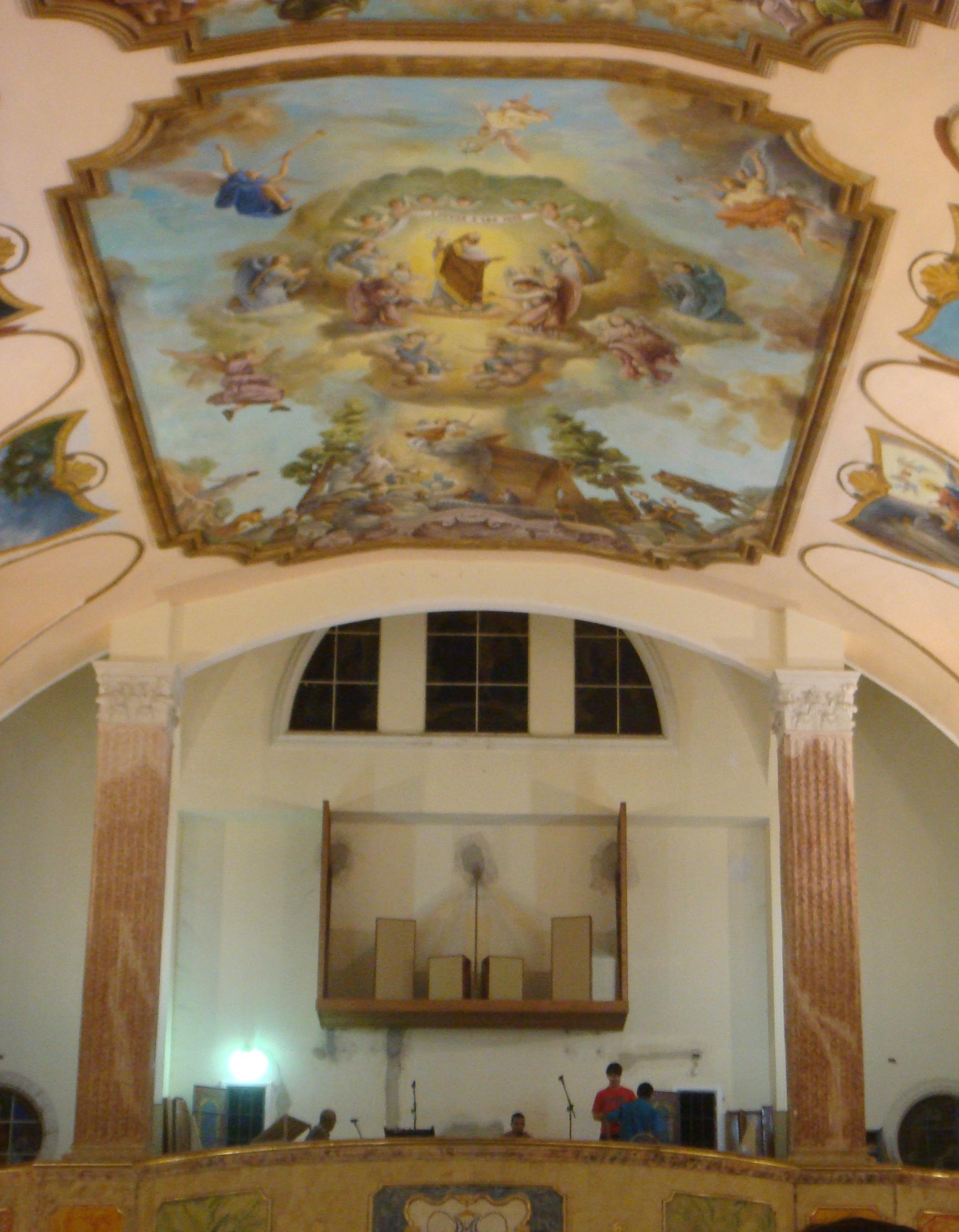
Coro da Igreja Principal, ainda em construção.
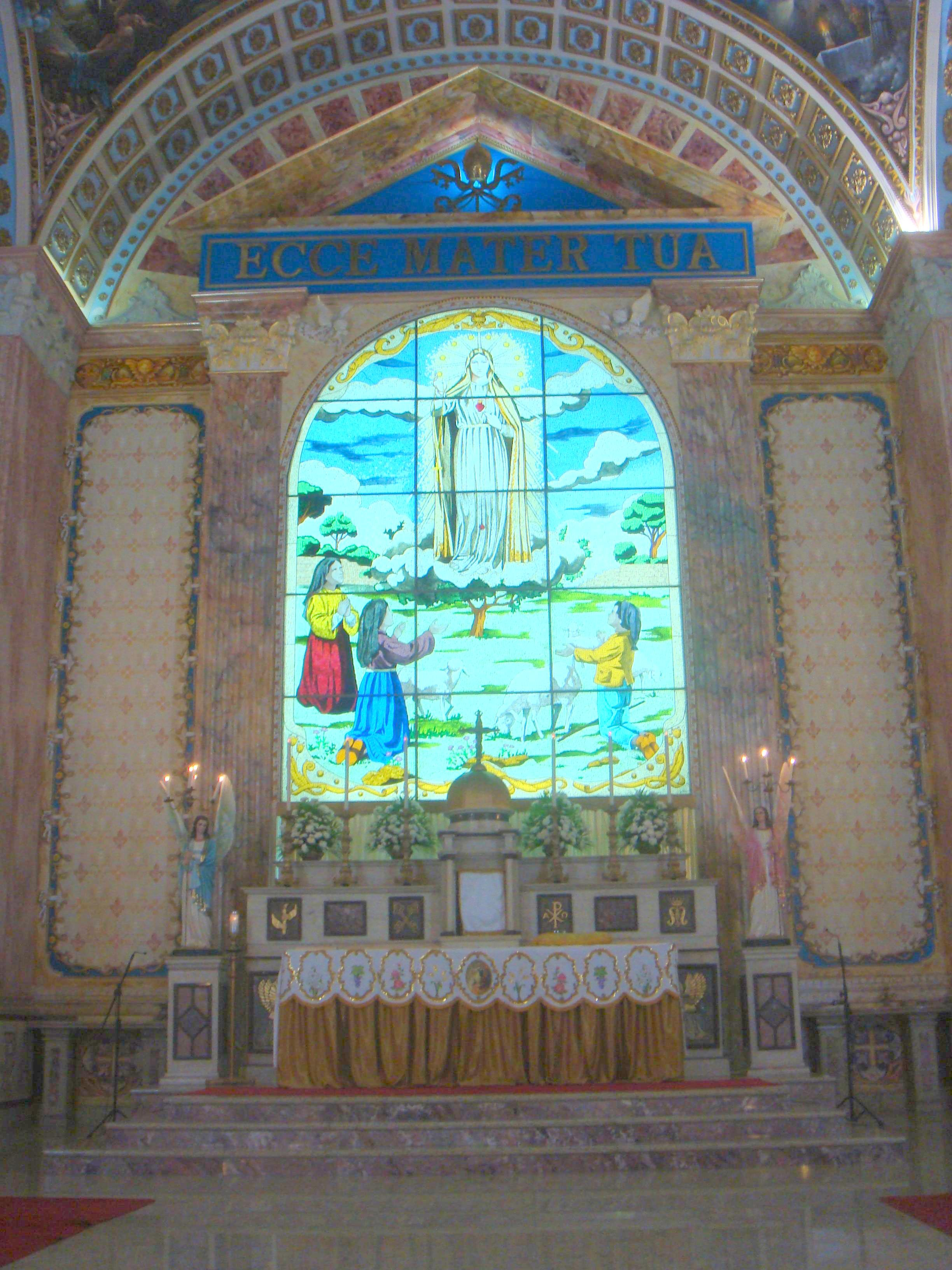
Altar da Igreja Principal.
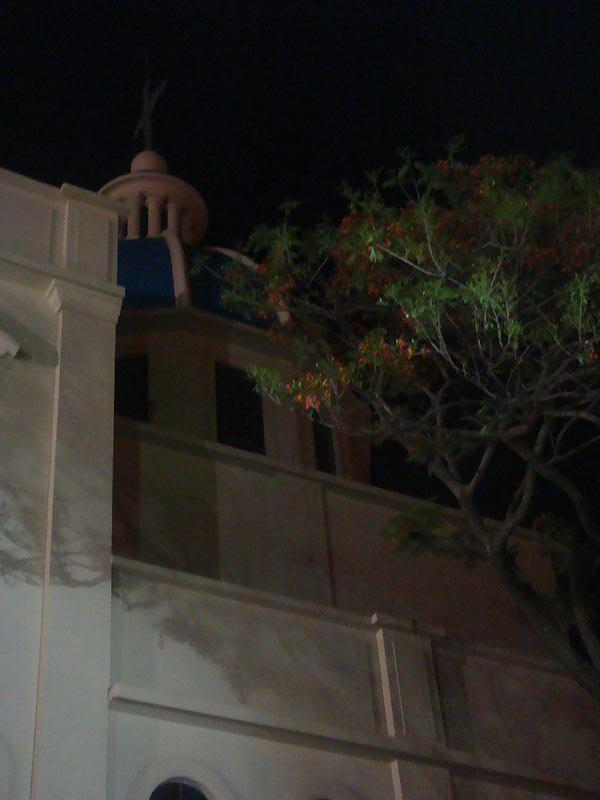
Cúpula da Igreja Principal durante a noite.
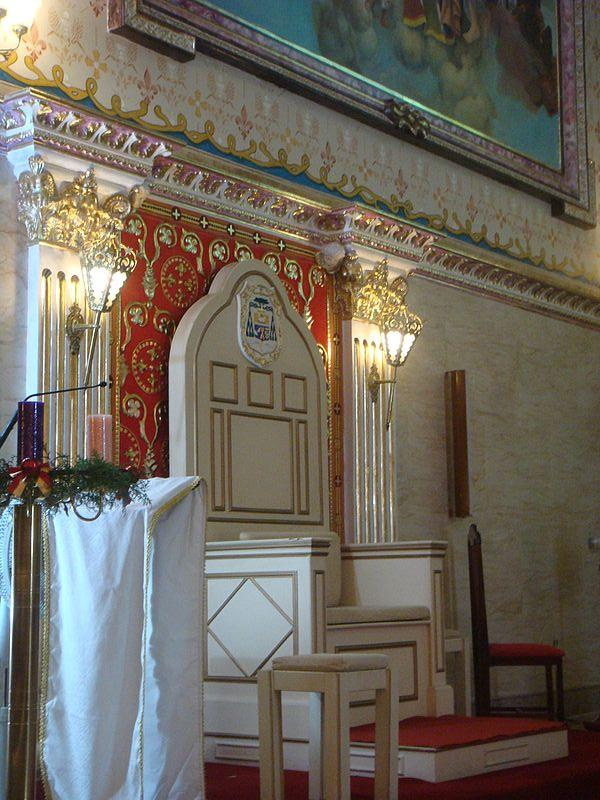
Trono episcopal da Igreja Principal.

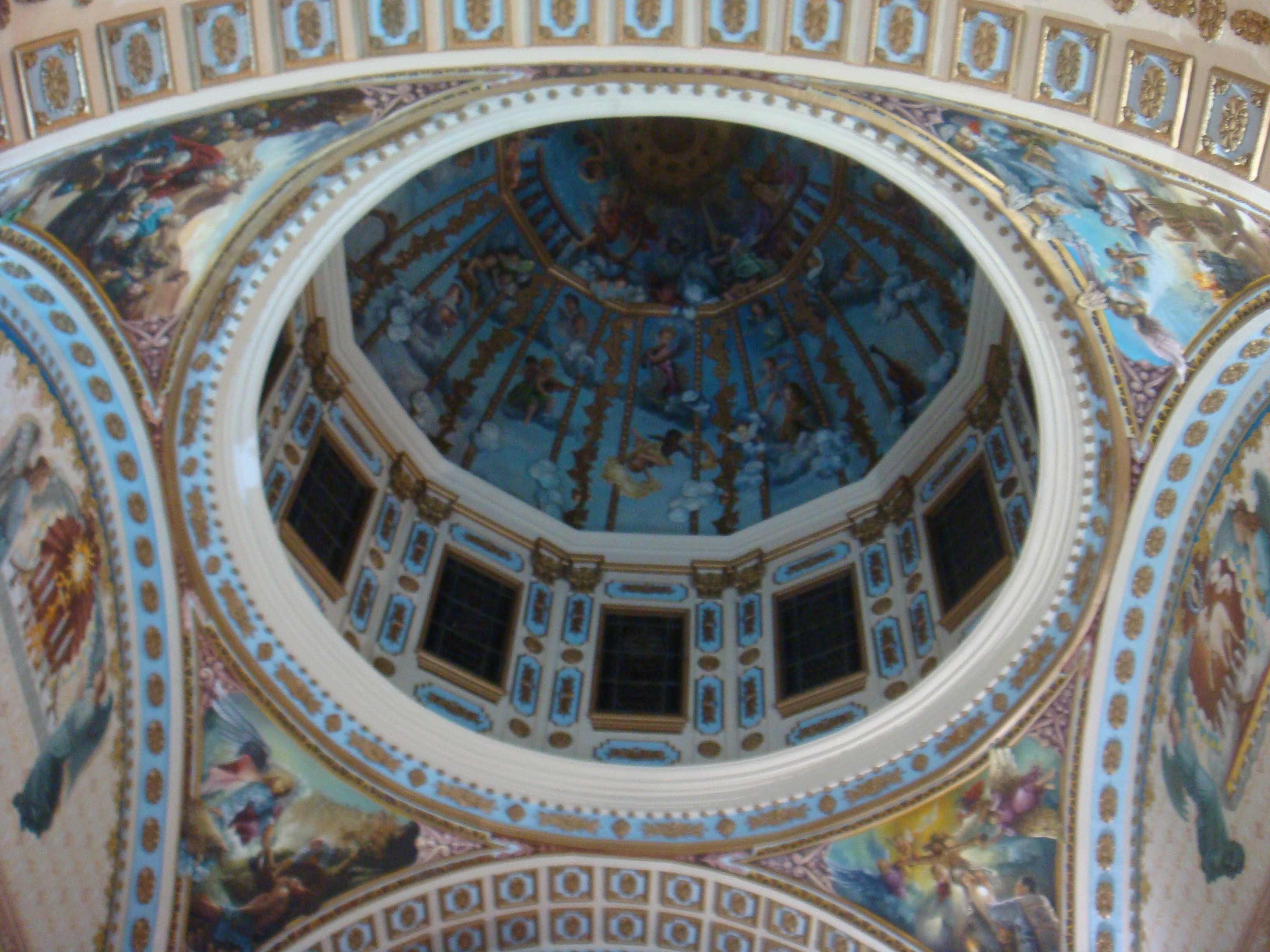
Cúpula no interior da Igreja Principal de Campos, o tema da pintura é "A Hierarquia dos Anjos", na abside do lado direito há um afresco de Dom Rifan celebrando uma missa.

A Igreja foi construída com um duplo campanário, uma nave ladeada de vitrais, bem como um coro, e um presbitério com abside, encimado por uma cúpula. A igreja é em estilo neoclássico italiano, seguindo a tendência na Administração de Campos de elaborar uma arquitetura que desconsiderasse a evolução da estética na Igreja Latina, influenciada pelo modernismo, continuando o uso das formas anteriores. Sua parte exterior foi baseada na Igreja da Santíssima Trindade de Roma, construída no século XVI na Renascença italiana.
Foi construído apenas um altar na igreja, embora abaixo dela tenha sido construído também outro altar, usado para rezar missas para o colégio com uma pequena parcela de alunos.
Nas paredes do presbitério, na cúpula, abside e no teto da Igreja foram pintados diversos afrescos que retratam, tanto a história da salvação ao longo do Antigo e do Novo Testamento, como também a história da própria Administração apostólica, desde a sua presidência por Dom Antônio de Castro Mayer, até a atualidade, governada por Dom Rifan. Dentre as cenas retratas estão a "Glória de Maria, mãe de Jesus", retratada no paraíso servida pelos anjos, e São João Maria Vianney de braços abertos abençoando as paróquias da Administração.
O presbitério possuí um altar versus Deum e um retábulo, fabricados de mármore branco, encimado por um mosaico de Nossa Senhora de Fátima aparecendo aos três pastorezinhos, e em cima a frase "Ecce Mater Tua" - "Eis a tua Mãe", junto com um brasão do papado de metal pintado de dourado, dessa maneira aludindo ao fato de que os cristãos são simultaneamente filhos de Maria, mãe de Jesus, e da Igreja Católica.
A cátedra episcopal do bispo administrador apostólico, foi colocada na parede esquerda do presbitério, sendo confeccionada de madeira e tendo entalhada o Brasão de armas de Dom Rifan.

## Liturgia

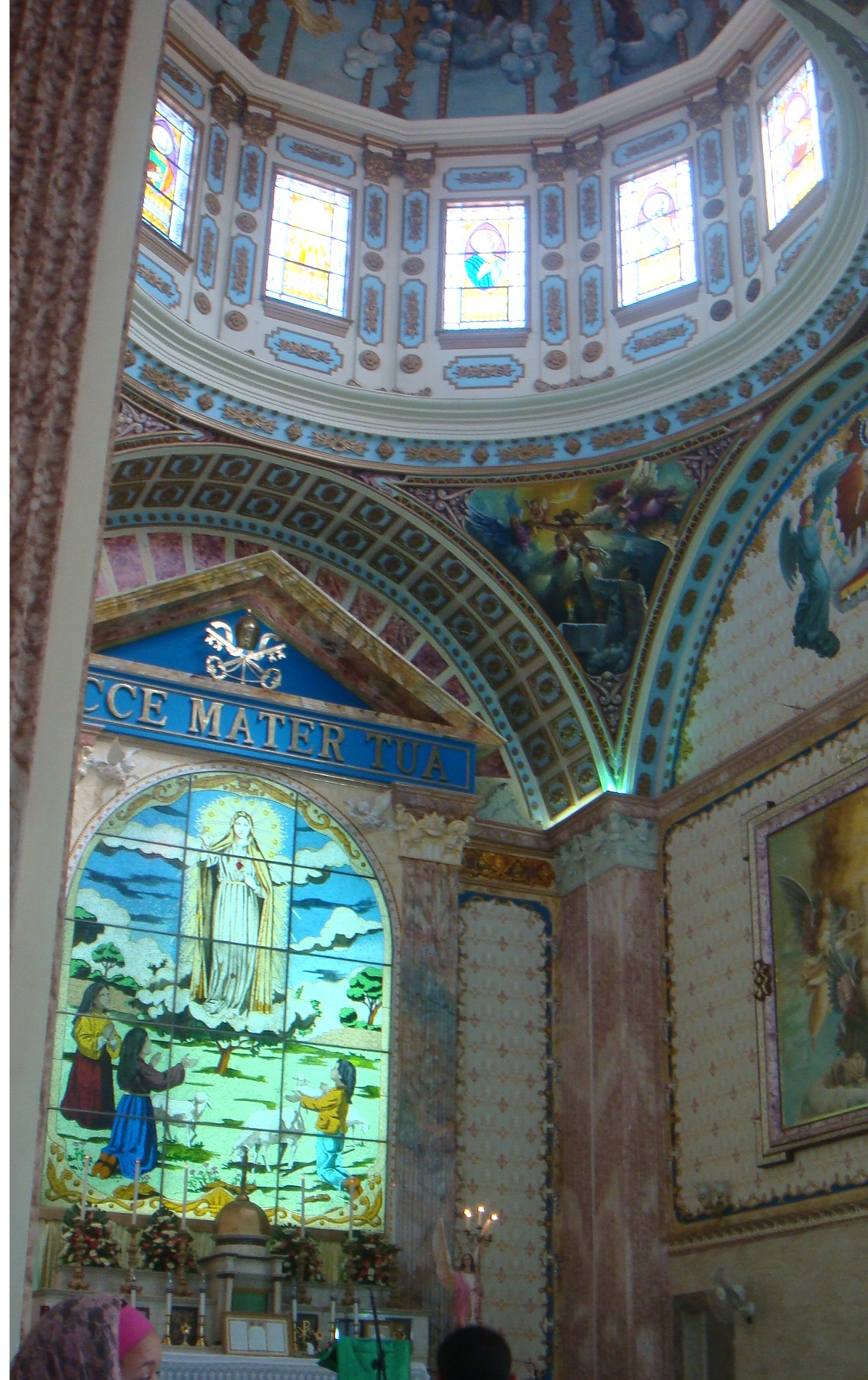
Presbitério da Igreja Principal.

A Igreja Principal, como privilégio recebido pela Administração apostólica, possuí o direito de usar exclusivamente a forma extraordinária do Rito Romano, e toda a sua disciplina litúrgica.
Por tratar-se da Igreja Principal, o Bispo Administrador Apostólico celebra todas as solenidades do Calendário litúrgico nela, dessa maneira trata-se do único templo do mundo que possuí ao longo do ano a celebração de todas as solenidades no pontifical solene do Rito tradicional, destacando-se especialmente a Semana Santa.